# Parancs iránti engedetlenség
A parancs iránti engedetlenség a magyar Büntető törvénykönyv Különös részében, a katonai bűncselekmények között szereplő bűncselekmény.

## A magyar szabályozás története
Az 1948. évi LXII. törvény 59. §-a Engedetlenség szolgálati paranccsal szemben  szöveggel nevesített egy bűncselekményt.
Az 1978. évi Btk. is tartalmazott egy bűncselekményt parancs iránti engedetlenség néven.

## A hatályos szabályozás
A parancs iránti engedetlenséget a 2012. évi C. törvény (Btk.) 444. §-a szabályozza. Ezek szerint
- Aki a parancsot nem teljesíti, vétség miatt elzárással büntetendő.[2]
- Ha a parancs iránti engedetlenséget csoportosan követik el, a büntetés 2 évig terjedő szabadságvesztés.[3]
- A büntetés bűntett miatt 3 évig terjedő szabadságvesztés, ha a parancs iránti engedetlenség
  - a) más alárendeltek jelenlétében vagy egyébként nyilvánosan, akár a parancs teljesítésének kifejezett megtagadásával, akár egyéb sértő módon történik,
  - b) a szolgálatra vagy a fegyelemre jelentős hátrány veszélyével jár.[4]
- A büntetés 1 évtől 5 évig terjedő szabadságvesztés, ha a (3) bekezdésben meghatározott bűncselekményt háború idején vagy megelőző védelmi helyzetben követik el.[5]
- Aki háborúban a harci parancsot, külföldi hadműveleti területen végzett humanitárius tevékenység vagy békefenntartás során a fegyverhasználatra vonatkozó parancsot nem teljesíti, 5 évtől 15 évig terjedő szabadságvesztéssel büntetendő.[6]